# Ignacy Iwicki (tłumacz)
Ignacy Iwicki herbu Paprzyca (ur. 1825 w Wilnie, zm. 14 sierpnia 1881 tamże) – polski pedagog i tłumacz.

## Życiorys
Urodzony prawdopodobnie w Wilnie. Syn Antoniego Iwickiego, porucznika wojsk polskich (1774-1836) i Ewy z Krajewskich herbu Leliwa (1782-1871). Kształcił się w Słucku, Nowogródku i w Wilnie, gdzie w 1844 ukończył I Gimnazjum Wileńskie. Absolwent Wydziału Matematycznego Uniwersytetu Moskiewskiego. Podróżował po Europie, odbywając studia uzupełniające na uniwersytecie w Edynburgu. Nauczyciel gimnazjum w Święcianach, po 1863 na zesłaniu w guberni penzeńskiej (dziś obwód penzeński) razem z Ignacym Chodorowiczem. Po zsyłce otrzymał zakaz mieszkania w Wilnie i przeprowadził się do Warszawy, gdzie zaczął pracować jako nauczyciel w szkole podominikańskiej. Publicysta, ekonomista i przyrodnik.
Przetłumaczył książkę Alfreda Sudre’a Historia komunizmu albo obalenie utopii socjalistów za pomocą historii (tytuł oryginału: Histoire du communisme ou rèfutation historique des utopies socialistes; pierwsze wydanie w 1848; nagroda Prix Montyon 1849) oraz wraz z Wacławem Przybylskim powieść Harriet Beecher Stowe Chata wuja Toma (jest autorem tłumaczenia II tomu). Tłumaczenie ukazało się nakładem wydawnictwa Kirkora w Wilnie w 1860 pod tytułem Chatka Ojca Toma, czyli Życie Murzynów w Stanach niewolniczych Ameryki północnej.
Władysław Smoleński we wspomnieniu pośmiertnym o Ignacym Iwickim pisze:
Rozumiał Iwicki potrzebę pracy u podstaw: krzewił światło śród plebsu i zdrową służył mu radą. Człowieka, który ze szlachetną intencją pracował dużo, a pod względem charakteru najpiękniejszym był wzorem, słowem uznania godzi się uczcić.